# Albosaggia
Albosaggia är en ort och kommun i provinsen Sondrio i regionen Lombardiet i Italien. Kommunen hade 3 011 invånare (2018).